# Epitranus impulsator
Epitranus impulsator är en stekelart som beskrevs av Walker 1862. Epitranus impulsator ingår i släktet Epitranus och familjen bredlårsteklar. Inga underarter finns listade i Catalogue of Life.